# Part of Me
Part of Me este o melodie a cântăreței americane Katy Perry, lansată ca single principal din Teenage Dream: The Complete Confection. A fost scris de Perry și Bonnie McKee, cu producție și scriere suplimentară de Dr.Luke, Max Martin și Cirkut. Piesa nu a fost inclusă în ediția originală a Teenage Dream, deoarece Perry a considerat că nu se potrivește compoziției albumului. Un demo al melodiei a fost difuzat online la sfârșitul anului 2010, pe fondul speculațiilor că versurile ar fi fost direcționate către fostul iubit al cântăreței, Travie McCoy. „Part of Me” a fost refăcut și lansat oficial pe 13 februarie 2012, prin Capitol Records cu lucrări de artă ale regizorului de artă Gavin Taylor și fotografie de Mary Ellen Matthews.